# Иван Ботушанов
Иван Петров Ботушанов е български революционер, деец на Вътрешната македоно-одринска революционна организация и на Върховния македоно-одрински комитет.

## Биография
Иван Ботушанов е роден в 1874 година в разложкото село Якоруда, което тогава е в Османската империя. В 1892 година емигрира в Румъния, където живее до 1898 година, когато се установява в София и се занимава с търговия. Влиза във ВМОК. От 1900 до 1902 година е четник на Стефо войвода в Леринско. В 1902 година след смъртта на войводата Ботушанов оглавява четата и я прехвърля във Воденско, а в началото на следната 1903 година действа в Разлога. По време на Илинденско-Преображенското въстание четата на Ботушанов е в състава на сборната чета на ВМОК под ръководството на Димитър Думбалаков и участва в тежките битки през септември в района на Якоруда.
По време на Балканската война е начело на чета от 50 души, която заедно с четата на Стефан Николов – Калфата е зачислена към Родопския отряд и подпомага действията на Българската армия при освобождаването на Якоруда.
Четата му участва и в насилственото покръстване на помаците през 1912-1913 година.
След войната се занимава с търговия с дървен материал. Умира в 1919 година в чепинското село Лъджене, днес квартал на Велинград.